# Li (Changde)
Li  (en chino, 澧; pinyin, Lǐ) es un condado  bajo la administración directa de la Prefectura Changde en la Provincia de Hunan, República Popular China.  Su área es de 2075 km² y su población total para 2015 superó los 900 mil habitantes. 

## Administración
Desde junio de 2023, el  Condado Li  se divide en 19 pueblos que se administran en 4 subdistritos y 15 poblados.

## Toponimia
El condado de Li antes se conocía como condado de Liyang (澧阳县).
El nombre "Li" (澧) aparece por primera vez en el capítulo Yu Gong del Clásico de historia· (尚书·禹贡) que dice: "El río nace en las montañas Min (岷山), fluye hacia el este hasta el lago Tuo (沱), y luego continúa hacia el este hasta el río Li (澧)."
Además la enciclopedia del siglo X, escrita por Yue Shi (乐史), Geografía universal de la Era Taiping (太平寰宇记) dice; La prefectura Li (澧州) está al norte del río Li (澧水), por lo que toma su nombre de él.